# Černá (Kraslice)
Černá (do roku 1948 Schwarzenbach) je malá vesnice, část města Kraslice v okrese Sokolov v Karlovarském kraji. Nachází se asi 7,5 km na jihozápad od Kraslic. Je zde evidováno 11 adres. V roce 2011 zde trvale žilo deset obyvatel.
Černá leží v katastrálním území Černá u Kraslic o rozloze 6,54 km².

## Historie
První písemná zmínka o vesnici pochází z roku 1185.
V tomto roce se uvádí v souvislosti s potvrzením práv českým knížetem Bedřichem cisterciáckému klášteru ve Waldsassenu. Později patřila osada lubskému panství, poté byla část začleněna pod kraslické panství a část k tatrovickému panství, patřícího Nosticům.
Po druhé světové válce došlo k vysídlení původního německého obyvatelstva. Obec se nepodařilo dosídlit, domy byly vyrabovány a do roku 1960 téměř všechny zbořeny. Vesnice se postupně proměnila v rekreační místo chalupářů.

## Obyvatelstvo
Místní obyvatelé se živili zemědělstvím, pracovali v kamenolomech, těžili rašelinu a mnozí vyráběli doma houslové díly.
Při sčítání lidu v roce 1921 zde žilo 249 obyvatel, všichni německé národnosti, kteří se hlásili k římskokatolické církvi.
| Rok            | 1869 | 1880 | 1890 | 1900 | 1910 | 1921 | 1930 | 1950 | 1961 | 1970 | 1980 | 1991 | 2001 | 2011 | 2021 |
| -------------- | ---- | ---- | ---- | ---- | ---- | ---- | ---- | ---- | ---- | ---- | ---- | ---- | ---- | ---- | ---- |
| Počet obyvatel | 234  | 233  | 219  | 242  | 249  | 249  | 234  | 39   | 46   | 8    | 3    | -    | -    | 10   | 12   |
| Počet domů     | 32   | 35   | 35   | 191  | 40   | 40   | 42   | 47   | -    | 2    | 2    | 5    | 5    | 7    | 7    |

## Obecní správa
Při sčítání lidu v letech 1850–1876 Černá byla osadou obce Mlýnská v okrese Kraslice. V letech 1877–1953 byla samostatnou obcí v okrese Kraslice. V letech 1954–1960 byl opět osadou obce Mlýnská v okrese Kraslice. V letech 1961–1976 byla částí obce Kostelní v okrese Sokolov. Od 1. dubna 1976 je částí města Kraslice v okrese Sokolov.

## Galerie

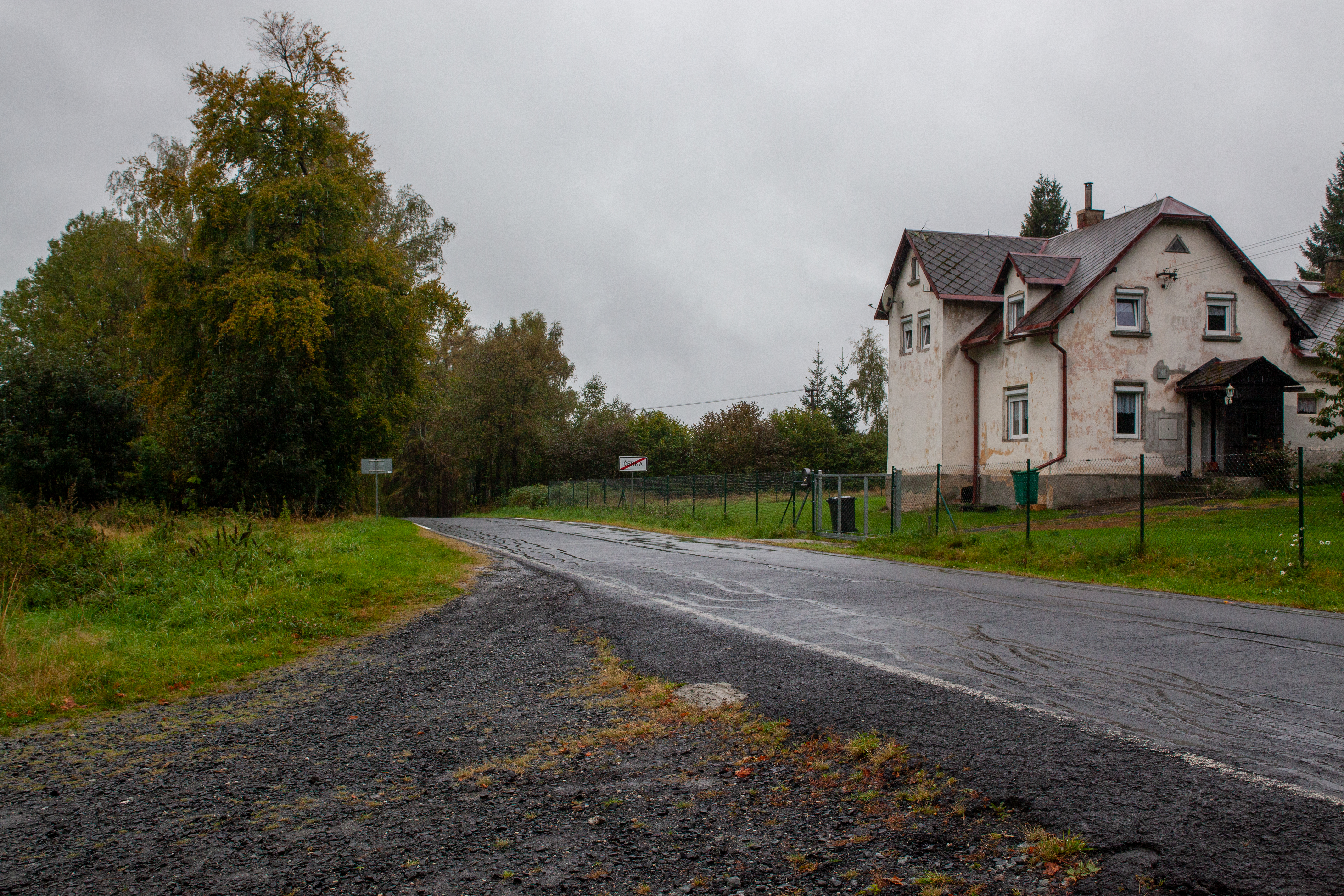
Silnice v Černé (2020)
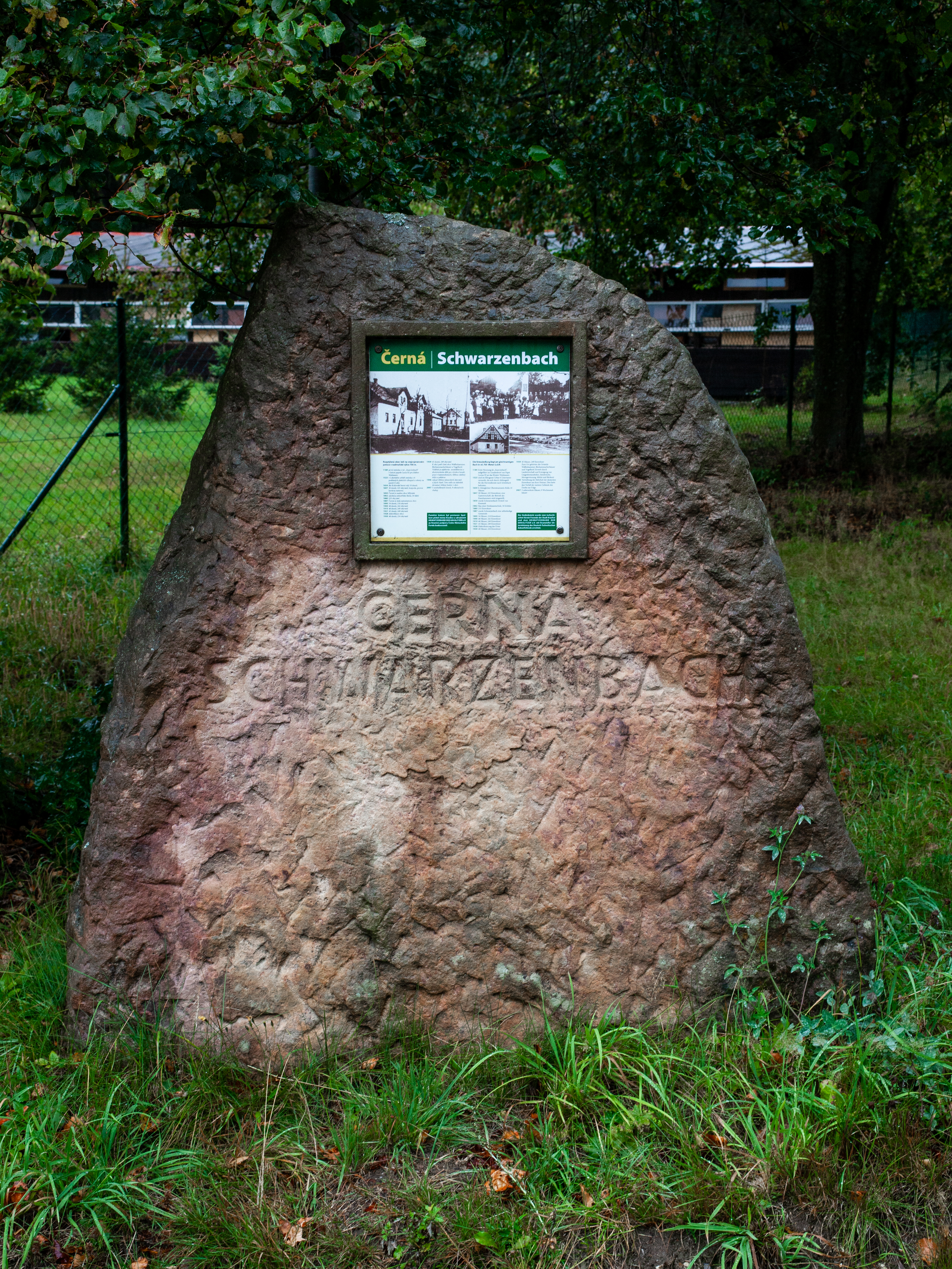
Památník upomínající k historii vesnice (2020)
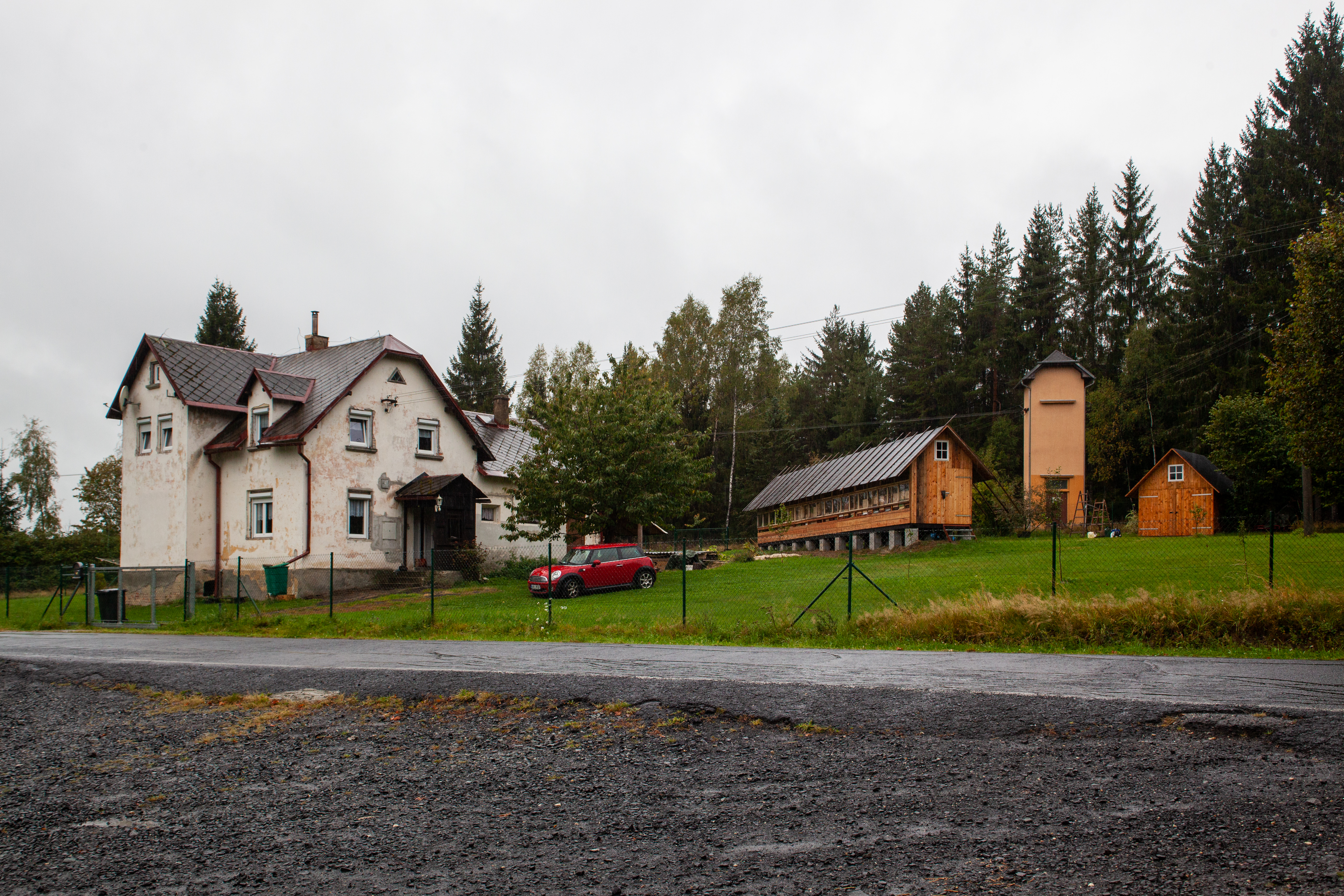
Dům (2020)
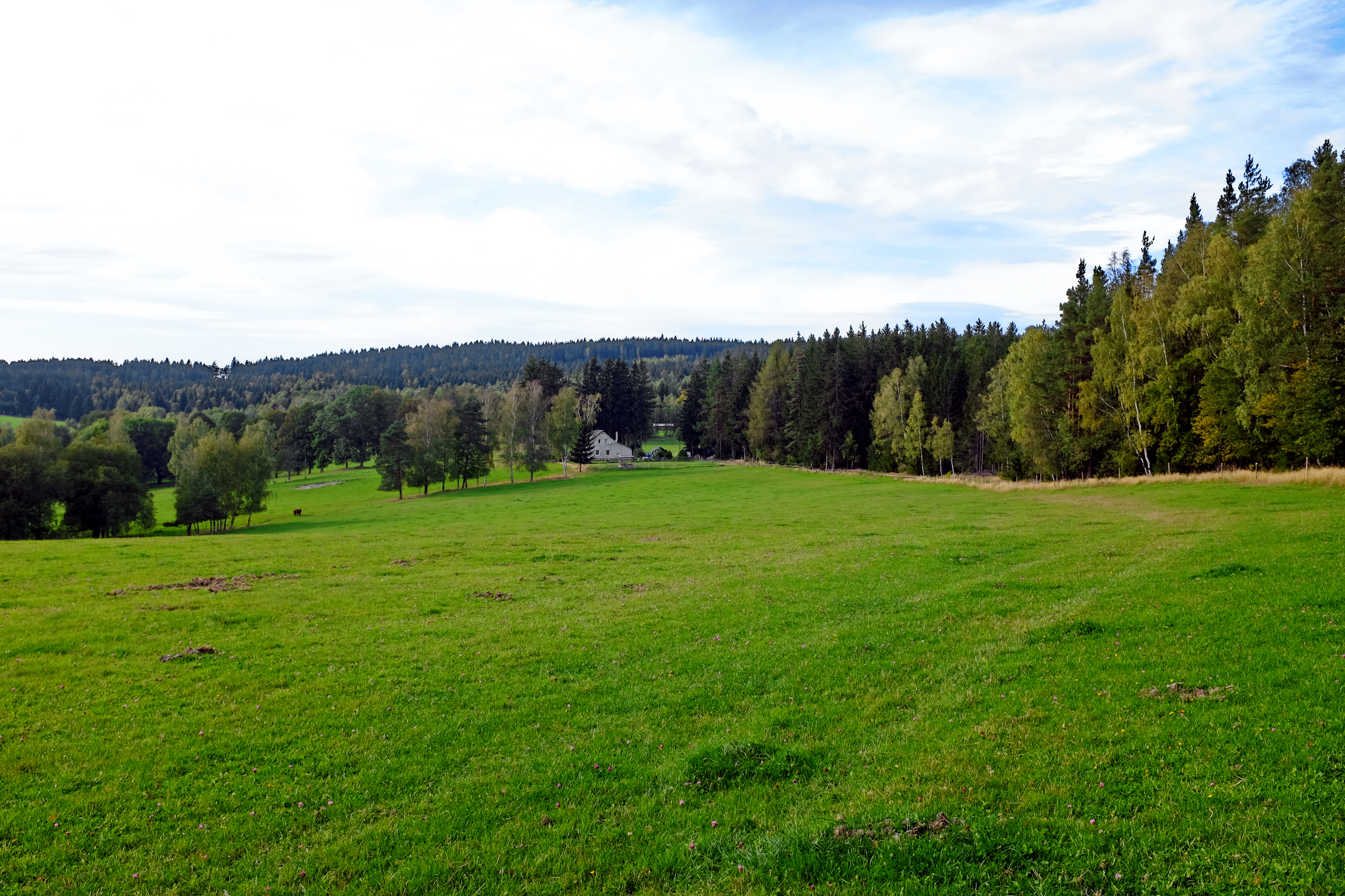
Pastviny (2020)